# 恐怖剧场不平衡
《恐怖剧场不平衡》，是1973年1月8日至同年4月2日在富士电视台每周一23:15-00:10深夜档播放的全13话恐怖幻想短篇剧集，由圓谷製作制作。

## 企划前后
为了接续《戰鬥！MJ萬能號》和《怪奇大作战》的完结而做的企划、却陷入了圆谷英二住院，金城哲夫和上原正三辞职的苦境中。后以满田一保、熊谷健、田口成光三人为中心再次崛起。作为同行的总企划富士电视台的社员圆谷皐被富士电视台的负担所困扰，《MJ萬能號》的失败没有让他成功履行约定从而退出了企划。
最初实行的企划标题为《恐怖X》（Horror X）。放送时限30分钟，通过以「梅菲斯特」（Mephisto，浮士德传说中邪灵的名字)为名的向导与叫做「恐怖小孩」（Horror Boy，代表观众的立场）的讲话玩偶来收听怪谈的形式作为故事展开，激发儿童观众的兴趣。
随后的企划标题为《恐怖剧场不平衡地带》。以酒吧「Unbalance」的常客们讲述怪谈而卷入类似怪事件，为此设想过数名角色。经过以上这些企划而完成作品。

## 工作人員
- 监修：圓谷英二
- 特摄：佐川和夫
- 制片人：熊谷健、新藤善之
- 音乐：富田勳
- 制作：圓谷製作、富士电视台

### 影片解说
- 剧本：熊谷健
- 演出：满田一保
- 解说：青岛幸男
- 预告解说：村越伊知郎

## 播放列表
| 播放时间 | 话数   | 制作顺序 | 各话标题           | 原作                      | 剧本         | 监督                        |
| -------- | ------ | -------- | ------------------ | ------------------------- | ------------ | --------------------------- |
| 1月8日   | 第01话 | 10       | 木乃伊之恋         | 圆地文子《二世之缘 拾遗》 | 田中阳造     | 铃木清顺                    |
| 1月15日  | 第02话 | 07       | 预告死亡的女人     |                           | 小山内美江子 | 藤田敏八                    |
| 1月22日  | 第03话 | 09       | 杀戮游戏           | 西村京太郎《杀戮游戏》    | 若槻文三     | 长谷部安春                  |
| 1月29日  | 第04话 | 06       | 假面墓场           |                           | 市川森一     | 山际永三                    |
| 2月5日   | 第05话 | 05       | 召唤死尸的女人     |                           | 山崎忠昭     | 神代辰巳                    |
| 2月12日  | 第06话 | 11       | 买小报的女人       | 松本清张《买小报的女人》  | 小山内美江子 | 森川时久、 满田一保（替补） |
| 2月19日  | 第07话 | 12       | 如果夜晚结束       | 山田风太郎《黑幕》        | 泷泽真理     | 黑木和雄                    |
| 2月26日  | 第08话 | 08       | 猫知晓             | 仁木悦子《猫知晓》        | 满田一保     | 满田一保                    |
| 3月5日   | 第09话 | 03       | 停尸房的杀人犯     |                           | 山浦弘靖     | 长谷部安春                  |
| 3月12日  | 第10话 | 13       | 工薪族的勋章       | 树下太郎《消失计划》      | 上原正三     | 满田一保                    |
| 3月19日  | 第11话 | 02       | 吸血鬼的尖叫       |                           | 若槻文三     | 铃木英夫                    |
| 3月26日  | 第12话 | 01       | 来自墓场的诅咒之手 |                           | 若槻文三     | 满田一保                    |
| 4月2日   | 第13话 | 04       | 蜘蛛女人           |                           | 泷泽真理     | 井田深                      |

## 未制作作品

### 朱红摇篮曲
剧本：上原正三
以犬神作崇和水俣病为题材的作品。

### 弯曲的昙花宅邸
剧本：上原正三
以人肉为肥料所培育的昙花树液，讲述妄想保持青春永恒的女人的故事。

### 恐怖的手鞠歌
剧本：上原正三
讲述被女儿杀死的母亲的复仇。

### 幽灵船之女
剧本：千束北南
作为2007年发售的DVD第4卷特典被广播剧化。并且使用了重新编排的剧本。
- 监督：饭岛敏宏
- 插图：铃木仪雄
- 配音：尾崎右宗、水木薰、青山草太

### 标题不明
剧本：山崎忠昭
以巫师的诅咒为题材的作品。原定由长谷部安春监督。
剧本：山崎忠昭
吃猿脑的美食家被猿灵附身的故事。原定由大和屋竺监督。

## 相关商品
- CD

- 恐怖剧场不平衡 音乐档案

- 恐怖剧场不平衡 原声音乐集

当中收录了迄今为止与本作相关的全部乐曲和音源。

- 音像制品

- VHS - 全3卷精选集。第1卷收录了第01话，第2卷收录了第04话和第12话，第3卷收录了第08话和第13话。未收录预告片和青岛幸男的解说影像。

- LD - 收录了全13话的标准BOX。

- DVD - Digital Ultra Series全6卷。每卷各收录2话(最终卷收录3话)。各卷映像特典满载，除第2卷外初回生产品都封入了当年的印刷版资料(企划书以及部分剧本)。